# 1980-as kupagyőztesek Európa-kupája-döntő
Az 1980-as kupagyőztesek Európa-kupája-döntőben, a KEK 20. döntőjében a spanyol Valencia CF, és az angol Arsenal FC mérkőzött Brüsszelben. A mérkőzést a Valencia nyerte tizenegyesekkel 5–4-re. A KEK története során először döntött büntetőpárbaj a győztesről.
A spanyol csapat részt vehetett az 1980-as UEFA-szuperkupa döntőjében.

## A mérkőzés
| 1980. május 14. 20:15 |

| Valencia CF                                       | 0–0 (h. u.) | Arsenal FC                                    |
| ------------------------------------------------- | ----------- | --------------------------------------------- |
|                                                   |             |                                               |
| Büntetőpárbaj                                     |             |                                               |
| Kempes Solsona Rodríguez Castellanos Bonhof Arias | 5–4         | Brady Stapleton Sunderland Talbot Hollins Rix |

| Heysel Stadion, Brüsszel Nézőszám: 40 000 Játékvezető: Vojtěch Christov (csehszlovák) |

| VALENCIA:          |   |                              |  |      |
|                    |   |                              |  |      |
| GK                 | 1 | Carlos Santiago Pereira      |  |      |
| DF                 | 2 | José Carrete de Julián       |  |      |
| DF                 |   | Manuel Ángel Botubot Pereira |  |      |
| DF                 |   | Ricardo Penella Arias        |  |      |
| DF                 |   | Miguel Tendillo              |  |      |
| MF                 |   | Daniel Solsona               |  |      |
| MF                 |   | Enrique Saura                |  |      |
| MF                 |   | Rainer Bonhof                |  |      |
| MF                 |   | Javier Subirats Hernández    |  | 112' |
| FW                 | 9 | Mario Kempes                 |  |      |
| FW                 |   | Pablo Rodríguez              |  |      |
| Cserék:            |   |                              |  |      |
| MF                 |   | Ángel Castellanos Céspedes   |  | 112' |
| Vezetőedző:        |   |                              |  |      |
| Alfredo Di Stéfano |   |                              |  |      |

| ARSENAL:    |    |                 |  |      |
|             |    |                 |  |      |
| GK          | 1  | Pat Jennings    |  |      |
| DF          | 2  | Pat Rice        |  |      |
| DF          | 3  | Sammy Nelson    |  |      |
| DF          | 5  | David O'Leary   |  |      |
| DF          | 6  | Willie Young    |  |      |
| MF          | 11 | Graham Rix      |  |      |
| MF          | 4  | Brian Talbot    |  |      |
| MF          | 10 | David Price     |  | 105' |
| MF          | 7  | Liam Brady      |  |      |
| FW          | 8  | Alan Sunderland |  |      |
| FW          | 9  | Frank Stapleton |  |      |
| Cserék:     |    |                 |  |      |
| MF          | 12 | John Hollins    |  | 105' |
| Vezetőedző: |    |                 |  |      |
| Terry Neill |    |                 |  |      |

| Az 1979–1980-as kupagyőztesek Európa-kupája győztese |
| ---------------------------------------------------- |
| Valencia CF 1. cím                                   |